# Linia kolejowa Vojkovice nad Ohří – Kyselka
Linia kolejowa Vojkovice nad Ohří – Kyselka – jednotorowa, regionalna i niezelektryfikowana linia kolejowa w Czechach. Łączy stację Vojkovice nad Ohří i Kyselka. Przebiega w całości przez terytorium kraju karlowarskiego. Obecnie wyłączona z eksploatacji pasażerskiej.